# Мартин (вулкан)
Мартин — действующий стратовулкан в штате Аляска, США. Вулкан образовался в начале кайнозоя и с тех пор был активен. В 1577 году произошло крупное извержение, которое уничтожило западный склон вулкана. В результате этого извержения погибло 130 человек[уточнить]. C 1900 года и по сегодняшний день на вулкане наблюдается фумарольная активность. В 1953 году зафиксировано фреатическое извержение.